# Cratere Rigr
Rigr è un cratere sulla superficie di Callisto.